# 부산보호관찰소
부산보호관찰소(釜山保護觀察所)는 법원으로부터 보호관찰을 조건으로 가석방된 사람들에 대하여 보호관찰을 실시하고, 사회봉사 및 수강명령 등을 통해 범죄예방 및 건전한 사회복귀를 지원하여 국민의 안전한 생활을 보호하기 위하여 설립된 대한민국 법무부 범죄예방정책국의 소속기관이다. 부산광역시를 관할하며, 부산보호관찰소장은 부이사관이나 서기관으로 보한다. 부산광역시 강서구 대저로89번길 11에 위치하고 있다.

## 연혁
- 1989년 7월 1일 개소

## 소속기관
- 동부지소: 금정구 청룡예정로 103 (금정구, 해운대구, 기장군, 수영구, 남구)